# James Joyce's The Dead
James Joyce's The Dead è un musical con libretto di Richard Nelson e colonna sonora di Shaun Davey, tratto da I morti, il racconto che conclude Gente di Dublino di James Joyce.

## Trama
Gabriel Conroy e la moglie Gretta si recano all'annuale ballo delle signorine Morkan, Julia e Kate, le zie di Gabriel. Durante la festa, Gabriel incontra persone diverse con diverse opinioni sul suo lavoro, ma la serata passa in allegria all'insegna di musica e balli tradizionali irlandesi. Tornati in albergo, Gabriel nota che la moglie è molto commossa e quando le chiede il motivo Gretta racconta che alla festa ha sentito una canzone che le ha riportato in mente un ragazzo, Michael Furey. Michael era un diciassettenne innamorato di lei molti anni prima e la sera prima che Gretta lasciasse la casa dei genitori per tornare in collegio il ragazzo aveva passato tutta la notte fuori dalla finestra di lei, sotto una pioggia scosciante. Poco dopo Greta appresa che Michael si era ammalato ed era morto. Come il racconto, il musical si conclude con l'immagine della neve che cade "sopra i vivi e sopra i morti".

## Brani musicali
- Killarney's Lakes – Mary Jane Morkan, zia Kate Morkan e Rita
- Kate Kearney – Michael, Mary Jane Morkan e cast
- Parnell's Plight – Miss Molly Ivors, Michael, Gabriel Conroy, Gretta Conroy e cast
- Adieu to Ballyshannon – Gabriel Conroy e Gretta Conroy
- When Lovely Lady – zia Julia Morkan e zia Kate Morkan
- Three Jolly Pigeons – Freddy Malins, Mr. Browne e cast
- Goldenhair – Gretta Conroy e Gabriel Conroy
- Three Graces – Gabriel Conroy e cast
- Naughty Girls – Zia Julia Morkan, Zia Kate Morkan, Mary Jane Morkan e cast
- Wake the Dead – Freddy Malins e cast
- D'Arcy's Aria – Bartell D'Arcy
- Queen of Our Hearts – Mr. Browne, Freddy Malins, Gabriel Conroy, Bartell D'Arcy e Michael
- When Lovely Lady (Reprise) – zia Julia Morkan (da giovane e da vecchia)
- Michael Furey – Gretta Conroy
- The Living and the Dead – Gabriel Conroy e cast

## Produzioni principali
Il musical debuttò alla Playwrights Horizon nell'Off Broadway di New York il 28 ottobre 1999 e rimase in scena per esattamente un mese. Diretto da Jack Hofsiss e da Richard Nelson (autore del libretto), il musical si avvalse di un cast che comprendeva affermate e future star di Broadway: Blair Brown (Gretta), Christopher Walken (Gabriel), Marni Nixon (zia Kate), Sally Ann Howes (zia Julia), Emily Skinner (Mary Jane), Alice Ripley (Molly Ivors), Stephen Spinella (Freddy), Donna Lynne Champlin (Mary Jane Morkan) e Daisy Eagan (Rita).
Il musical debuttò a Broadway nel gennaio del 2000 e rimase in scena per 120 repliche prima di chiudere il 16 aprile dello stesso anno; il cast dell'Off Broadway tornò a recitare anche nella produzione di Broadway. Il musical fu candidato a cinque Tony Awards, tra cui miglior musical, vincendo il premio per il miglior libretto. Il cast di Broadway e dell'Off Broadway ha ricoperto ancora i rispettivi ruoli nella produzione di Los Angeles tra il luglio ed il settembre del 2000. Da ottobre a novembre dello stesso anno il musical andò in scena a Washington, dove Stephen Bogardus rimpiazzò Walken e Faith Prince sostituì Blair Brown.